# Mutacja dynamiczna
Mutacja dynamiczna – mutacja polegająca na powieleniu się (ekspansji) fragmentu genu, zwykle o długości 3-4 nukleotydów. Jedną z prawdopodobnych przyczyn tej mutacji jest zjawisko poślizgu polimerazy DNA podczas replikacji DNA.
Mutacja dynamiczna jest przyczyną wielu neurodegeneracyjnych i neuromięśniowych chorób genetycznych, funkcjonujących w nomenklaturze medycznej pod wspólną nazwą chorób spowodowanych powtórzeniami trinukleotydów (ang. Triplet Repeat Expansion Diseases w skrócie TREDs). Chorobom tym często towarzyszy zjawisko antycypacji – prawdopodobieństwo dalszego wydłużania się obszaru podlegającego ekspansji w kolejnych rundach replikacji ma tendencję wzrostową, przez co choroba z pokolenia na pokolenie ujawnia się wcześniej, a jej objawy są coraz cięższe.
W ośmiu z szesnastu opisanych dotąd chorób spowodowanych mutacjami dynamicznymi przyczyną choroby jest ekspansja kodonu CAG (oznaczającego aminokwas glutaminę) w sekwencji kodującej genu. Na poziomie białka tworzy się tzw. trakt poliglutaminowy, który zaburza prawidłowe jego funkcjonowanie. Tego typu mutacje określa się jako mutacje kodonowe, a schorzenia nią spowodowane - jako choroby poliQ. 
W pozostałych chorobach powodowanych mutacjami dynamicznymi, trójnukleotydowe trakty (złożone z CTG, CGG, CCG, AAG)  znajdują się w niekodujących fragmentach genu – 5'UTR, 3'UTR oraz intronach.

## Przykłady chorób genetycznych wywołanych mutacjami dynamicznymi
- pląsawica Huntingtona typ dziedziczenia autosomalny dominujący
- zespół łamliwego chromosomu X typ dziedziczenia sprzężony z chromosomem X dominujący
- dystrofia miotoniczna typ dziedziczenia autosomalny dominujący
- choroba Friedreicha typ dziedziczenia autosomalny recesywny
- ataksja rdzeniowo-móżdżkowa typ dziedziczenia autosomalny dominujący
- choroba Kennedy’ego typ dziedziczenia sprzężony z chromosomem X recesywny
- zanik jąder zębatych, czerwiennych, gałek bladych i ciał podwzgórzowych Luysa